# Paste (magazyn)
Paste – amerykański magazyn internetowy założony w lipcu 2002 roku w Atlancie przez Josha Jacksona, poświęcony wiadomościom z rynku muzycznego, filmowego, księgarskiego, kulinarnego i innym. Serwis był notowany w rankingu Alexa na miejscu 10730.

## Historia i profil
PasteMagazine.com został założony przez Josha Jacksona w 2002 roku i jest prowadzony przez niego jako redaktora naczelnego. Notuje ponad 8 milionów odsłon miesięcznie. Dostarcza wiadomości o muzyce, filmach, telewizji, komediach, grach, książkach, polityce, napojach, technologii i podróżach. Należące do niego Paste Studio oferuje codzienne występy muzyczne transmitowane przez Facebook Live i YouTube Live z firmowych biur w Midtown Manhattan i Downtown Atlanta.
29 października 2007 roku Paste, zainspirowany pomysłem zespołu Radiohead, który poprosił fanów, aby zapłacili tyle, ile chcą za cyfrowe ściągnięcie swojego ostatniego albumu, ogłosił, że przez następne dwa tygodnie będzie pozwalał subskrybentom na określenie własnej ceny za roczną, 11-wydaniową prenumeratę magazynu.
26 października 2009 roku Josh Jackson ogłosił uruchomienie za pośrednictwem Paste Magazine programu telewizyjnego, Pop Goes the Culture.
Latem 2010 roku Josh Jackson ogłosił, że jego zawiesza wydawanie swojego magazynu z powodu narastającego zadłużenia. Przeprowadzona w 2009 roku kampania Save Paste, mająca na celu uratowanie czasopisma, zakończyła się tylko częściowym powodzeniem. Z potrzebnych 300 tysięcy dolarów zebrano jedynie 166 tysięcy. Jak wyjaśniał na swojej stronie internetowej: 

Zmagania z rosnącym długiem zostały upublicznione w zeszłym roku, kiedy nasi czytelnicy szczodrze odpowiedzieli, żeby uratować magazyn. Jednak przedłużające się załamanie rynku reklamowego wymusiło przerwę. (…) Paste, rozważając strategiczne alternatywy, koncentruje się na swoich cyfrowych aktywach, w tym PasteMagazine.com.

W styczniu 2011 roku wszystkie aktywa magazynu Paste zostały przejęte przez internetowego sprzedawcę muzyki na żywo Wolfgang’s Vault, serwis muzyczny oferujący jeden z największych na świecie zbiorów muzyki na żywo w formie audio i wideo i wydający magazyn rockowy Crawdaddy!. Według słów prezesa Wolfgang’s Vault, Billa Sagana (deklarującego się jako fan Paste), pozycja magazynu na rynku będzie stanowić ważne uzupełnienie oferty muzycznej jego firmy, a współzałożyciel Paste i redaktor naczelny Josh Jackson zachowa swoją pozycję w nowym układzie.
Pod koniec 2016 roku Paste Magazine uruchomił na swojej stronie dział wiadomości biznesowych, składających się, według redaktora nowej sekcji, Jacoba Weindlinga, z felietonów i krótkich informacji.
1 kwietnia 2024 roku Josh Jackson poinformował oficjalnie o przejęciu The A.V. Club oraz o wznowieniu nieczynnych stron Jezebel i Splinter. Dodał również, że nie jest planowana konsolidacja ani zmiana pierwotnej wizji obu witryn, które będą funkcjonować samodzielnie w ramach Paste Media.